# 孟靈休
孟靈休（？—5世紀），平昌郡安丘縣人，東晉、南朝宋政治人物，為晉末重臣孟昶之子。

## 生平
東晉義熙六年（410年），丹楊尹、監中軍留府事孟昶服藥自殺。其後，孟靈休襲封臨汝縣開國公。南朝宋建立後，孟靈休曾任太尉長史，官至祕書監。

## 品行
孟靈休擅長彈棋，與同為平桓玄功臣之後的何無忌之子安成公何勗都以生活奢侈聞名，二人常與宋武帝外孫徐湛之分享肴膳、器服、車馬。何勗以食物奢侈聞名，孟靈休以飾品奢侈聞名，因此京城人評價二人稱：「安成食，臨汝飾。」徐湛之則兼具二者。
孟靈休曾患有灸瘡。同為功臣之後的劉穆之之孫南康公劉邕前來拜訪孟靈休，看到脫落掉在床上的瘡痂後便撿起來吃。孟靈休大驚，問其何故，劉邕則回答說自己喜歡吃痂。於是，孟靈休將身上尚未脫落的痂都剝下來給劉邕吃。劉邕離開後，孟灵休給何勗寫信稱自己因剝痂而遍體流血。

## 家庭
- 子：孟詡，中軍參軍，襲封臨汝公。[3]